# Stoke Rivers
 (mai 2023).
Pour les articles homonymes, voir Stoke.
Stoke Rivers est un village et une paroisse civile du Devon, situé dans le sud-ouest de l'Angleterre. 